# Museumsverein Reinbek
Der Geschichts- und Museumsverein Reinbek e. V. wurde 1989 mit dem Ziel gegründet, den Aufbau, die Verwaltung und die Darstellung einer ortsgeschichtlichen Sammlung für die Stadt Reinbek zu unterstützen, sowie Interessenten mit Informationen zur Ortsgeschichte zu versorgen.

## Geschichte
Ende 1985 bot die Volkshochschule Sachsenwald in Reinbek in ihrem Programm einen Arbeitskreis für Stadtgeschichte an. Erste Schritte waren Erkundungsgänge durch Reinbeker Straßen mit Altbebauung und die Beschäftigung mit der Geschichte der einzelnen Stadtteile, der Sammlung von Informationen und Bildern, unterstützt vom Leiter der VHS und stundenweise auch von einer historisch versierten ABM-Kraft.
1988 präsentierte der Arbeitskreis zur 750-Jahr-Feier der Stadt Reinbek im Reinbeker Schloss seine erste große Ausstellung „Reinbek vor 100 Jahren“.
Die Ausstellungsexponate weckten großes Interesse bei den Besuchern und so erhielt der Arbeitskreis die Empfehlung, einen Verein zu gründen, der sich mit der Annahme und Verwaltung von historischem Material befasst und die Einrichtung einer heimatgeschichtlichen Sammlung anstrebt. Im Oktober 1989 wurde daraufhin der Verein „Ortsgeschichtliches Museum Reinbek“ gegründet.
Die Stadt Reinbek stellte einen Lagerraum zur Sammlung historischer Gegenstände zur Verfügung; es entstand eine beachtliche Fotosammlung, und es wurden unzählige Seiten Text zur Reinbeker Ortsgeschichte verfasst und gesammelt. Gemeinsam mit dem Stadtarchiv Reinbek gaben Vereinsmitglieder die Bücher „Reinbek in alten Ansichten“ und „Wege durch Reinbeks Geschichte“ heraus.
Bald wurde statt „Ortsgeschichtliches Museum Reinbek e.V.“ nur noch das Kürzel „Museumsverein“ gebräuchlich. Folgerichtig beschloss der Vereinsvorstand dann 1999, den Verein in „Museumsverein Reinbek e.V.“ umzubenennen.

## Ausstellungen
Seit seiner Gründung gestaltete und zeigte der Verein im Schloss Reinbek und im Museum Rade insgesamt 40 Ausstellungen mit stadt- und regionalgeschichtlichen Inhalten.
Von 1988 bis 2006 fand jährlich eine Ausstellung mit jeweils unterschiedlichem Thema im Stormarnzimmer des Reinbeker Schlosses statt. Es ging um Stadtgeschichte, um die Hamburg-Berliner Eisenbahn, die Feuerwehren, das E-Werk, die Post, die Bundesforschungsanstalt für Forst- und Holzwirtschaft, um Reinbeks Straßen und Wege, um Reinbeker Persönlichkeiten und – ganz besonders beachtet – in „Ein Garten in Reinbek“ um das Leben von Arthur Goldschmidt und seiner Familie. Hier konnten auch seine Originalzeichnungen, entstanden im Konzentrationslager Theresienstadt, gezeigt werden.
Seit 1994 waren zu den jährlichen Ausstellungen im Schloss, die sich mit stadtgeschichtlichen Themen befassten, weitere hinzugekommen: Ausstellungen im Museum Rade, die für Erwachsene und Schulkinder erarbeitet wurden. Hier wurden Gegenstände aus der inzwischen stattlichen Sammlung des Museumsvereins gezeigt und so das Leben früherer Generationen beschrieben. Es wurde berichtet über Große Wäsche, Vorratswirtschaft, Handarbeiten, Handwerk, Kaufmannsladen und Kolonialwaren, das Leben in Haus, Hof und Landwirtschaft, über Kindheit früher, Hilfsdienste und Gesundheit. Von Anbeginn an werden zu jeder Ausstellung im Museum Rade Begleithefte erarbeitet.
Etwas Besonderes gelang den Mitgliedern des Museumsvereins 2005 – 60 Jahre nach dem Ende des Zweiten Weltkriegs – mit der Ausstellung „Wege aus der Dunkelheit – die Jahre 1945 bis 1948“. Zahlreiche Beiträge von Zeitzeugen wurden zusätzlich in Begleitheften zusammengefasst. Zusätzlich zu den Ausstellungen wurde bei den „Baumspaziergängen“ und bei „3000 Schritte durch Reinbek“ stadtgeschichtliches Wissen vermittelt.
Außerdem wurden Informationstafeln an 20 Gebäuden und Plätzen in Reinbek aufgestellt, die vom Museumsverein erarbeitet und teilweise finanziert wurden. Zur 775-Jahr-Feier der Stadt Reinbek im Jahre 2013 erarbeitete der Verein eine Ausstellung zur Stadtgeschichte, die heute als Dauerausstellung im „Krummspanner“ im Schloss Reinbek zu sehen ist.
2016 wurde vom Reinbeker Museumsverein, neben seiner Homepage und unterstützt von der Stadt und dem Stadtarchiv, die Internetseite „Reinbeker Geschichten“ eingerichtet, auf der Reinbeker Mitbürgerinnen und Mitbürger aus ihrer Kindheit, ihrem Alltagsleben und dem Zeitgeschehen in der Mitte des 20. Jahrhunderts berichten. So manche unterhaltsame Geschichte zeigt das Leben im damaligen Reinbek.

## Publikationen
- Reinbek in alten Ansichten, Bildband, Europäische Bibliothek, Zaltbommel 1996, ISBN 90-288-6082-7.
- Wege durch Reinbeks Geschichte, Sutton Verlag, 2009, ISBN 978-3-86680-541-5.
- Reinbek – Die Stadtteile in historischen Aufnahmen, Sutton Verlag, 2020, ISBN 978-3-86680-541-5.